# Atil (Syria)
Atil (arab. عتيل) – miejscowość w Syrii, w muhafazie As-Suwajda. W 2004 roku liczyła 4193 mieszkańców.